# Synezjusz
Synezjusz, Synezjusz z Cyreny, gr. Συνέσιος Synesios (ur. ok. 370 w Cyrenie, zm. ok. 414) – filozof neoplatoński, retor i poeta, ojciec Kościoła, biskup Ptolemaidy w Cyrenajce, uczeń Hypatii z Aleksandrii.
Synezjusz urodził się około 370 roku w Cyrenie w zamożnej rodzinie właścicieli ziemskich. Studiował matematykę i filozofię u Hypatii w Aleksandrii. W latach dojrzałych zajmował się administrowaniem ojcowskim majątkiem, jego obroną przed najazdami band koczowników oraz lekturą i pisaniem. W 399 roku posłował do Konstantynopola w sprawie obniżenia podatków. W 402 roku poślubił chrześcijankę z Aleksandrii, z którą miał trzech synów. Około 410 roku został wybrany przez ludność Cyrenajki biskupem Ptolemaidy. Być może wówczas dopiero ochrzczony, został zatwierdzony na tym stanowisku, mimo osobistych wątpliwości związanych z jego neoplatońską filozofią, w wielu punktach niezgodną z doktryną chrześcijańską. Odznaczył się jako biskup, broniąc ludności przed najazdami koczowników i nadużyciami administracji cesarskiej. Pozostawił po sobie szereg utworów prozą: zwierciadło dobrego władcy zawarte w mowie O królestwie, alegorię polityczną zatytułowaną Opowieść egipska czyli o Opatrzności, Diona czyli o swoim życiu stanowiącego rodzaj credo literackiego i filozoficznego, Pochwałę łysiny oraz O snach i 156 listów. Synezjusz jest też autorem dziewięciu hymnów religijno-filozoficznych, w których łączą się elementy chrześcijańskie z neoplatońskimi.

## Życiorys

### Młodość
Synezjusz urodził się około 370 roku w Cyrenie, według własnego świadectwa pochodził ze szlachetnego rodu Hezychidów (List 57, 113). Rodzina jego wywodziła swe początki od Heraklidy Eurystenesa (który niegdyś sprowadził Dorów do Sparty). Nie wiadomo czy jego rodzice byli chrześcijanami i czy on sam przyjął chrzest w dzieciństwie czy też, co bardziej prawdopodobne, dopiero w wieku dojrzałym. Po ojcu odziedziczył posiadłość ziemską w południowej Cyrenajce, na granicy pustyni. Około roku 393 udał się wraz z bratem do Aleksandrii, gdzie studiował matematykę i filozofię neoplatońską u Hypatii. Przez całe życie zachował dla niej najwyższy szacunek. Po latach, w ostatnim z jego zachowanych listów, adresowanym do niej, nazywa ją swoją matką, siostrą i nauczycielką. Studia matematyczne kontynuował następnie w Cyrenie, a równocześnie rozpoczął naukę astronomii, literatury i retoryki.

### Lata dojrzałe
Po odbyciu służby wojskowej, zajął się prowadzeniem ojcowskiego gospodarstwa: administracją majątkiem, jego obroną przed bandami z pustyni, prawdopodobnie przy pomocy własnej policji, polowaniem i poważną lekturą.
W 399 roku został wybrany przedstawicielem miast Pentapolis, który miał prosić w Konstantynopolu o zmniejszenie obciążeń podatkowych. Spędził w stolicy cesarstwa trzy lata czekając na dopuszczenie przed oblicze cesarza Arkadiusza. Uważał je za najnieszczęśliwsze w swoim życiu. Posłuchanie u cesarza uzyskał dopiero w 402 roku. Ostatecznie udało mu się uzyskać pozytywne rozpatrzenie prośby . Wygłosił też przed cesarzem mowę O królestwie, która wzbudziła podziw wśród słuchaczy i zyskała mu wpływowych przyjaciół: konsula Aureliana, Paoniusza, patriarchę Jana Chryzostoma. W tym czasie, być może w drodze powrotnej do domu, odwiedził też Ateny, o których pisał: jak po złożonym na ofiarę zwierzęciu pozostaje tylko skóra, po której można poznać istotę dawniej żyjącą, tak po wyniesieniu się stąd filozofii przybysz może podziwiać tylko Akademię, Liceum i malowaną Stoę.
Lata 402-404 spędził w Aleksandrii. W 402 roku poślubił tam chrześcijankę, ślubu udzielił mu patriarcha Teofil, z którym był już w tym czasie w zażyłych stosunkach (List 153). Jest kwestią sporną czy ochrzcił się już w tym czasie, czy zawarł ślub jako poganin. Na początku 404 roku wrócił z rodziną do Cyreny, aby z dala od spraw publicznych wieść zamożne życie oddane filozofii i pracom wiejskim: rolnictwu, ogrodnictwu i myślistwu (Listy 4, 105 i 147) Szczęśliwe życie małżeńskie (z jego związku urodziło się trzech synów) mąciły mu zatargi z przekupną administracją państwową i cesarskimi załogami niezdolnymi do obrony mieszkańców Cyrenajki przed łupieżczymi napadami z pustyni. Gdy w 404 roku wskutek opieszałości wojska cały kraj został wydany mauretańskim Maketom, a bezpośrednio zagrożona została Cyrena, Synezjusz uzbroiwszy współobywateli, stanął na ich czele i odparł najeźdźców.

### Biskup Ptolemaidy
Około roku 410 po śmierci biskupa Ptolemaidy został przez mieszkańców Cyrenajki wybrany jego następcą. W liście do brata Euopcjusza, piastującego wysokie stanowisko w administracji, napisał wówczas, że nie ma zamiaru opuszczać swej żony, powoływał się także na swe poglądy na wieczność świata i preegzystencję dusz, niezgodne z nauką chrześcijańską i wyrażał wątpliwość czy z tych powodów może zostać biskupem. Jednocześnie w zakończeniu listu oświadczał, że decyzję patriarchy pragnie przyjąć jako wolę Bożą. Ostatecznie przyjął tytuł z rąk patriarchy Aleksandrii Teofila. Najpóźniej wówczas został też ochrzczony. W pisanym już po objęciu biskupstwa piśmie do prefekta, w związku z zatargiem, jaki z nim miał, wyrażał tęsknotę za dawnym szczęściem prywatnego życia, które wspominał jako nieustanne święto dzielone między modlitwę, filozofię, wolne zajęcia, lekturę i polowanie. Pisał, że jako filozof swobodnie obcujący z wolnymi duchami, dusi się pod ciężarem przymusowych obowiązków. Nie może jak dawniej modlić się, rozrywany sprzecznymi namiętnościami, bólem i gniewem. Przyjęcie urzędu biskupiego traktuje jako ofiarę na rzecz dobra współobywateli, a zatwierdzenie jego osoby przez znającego poglądy kandydata Teofila, dowodzi zdaniem Synezjusza, dużej wyrozumiałości ze strony patriarchy. W czasach, gdy wobec słabości państwa niejednokrotnie to biskup był obrońcą nie tylko ubogich, ale wszystkich swoich diecezjan przed zagrożeniami zewnętrznymi, niewykluczone, że zarówno ludność Cyrenajki, jak i patriarcha Teofil, widzieli w Synezjuszu, wielkim właścicielu ziemskim, przede wszystkim obrońcę przed napadami zewnętrznymi i niesprawiedliwością urzędników cesarskich.
Cztery lata, podczas których przyszło mu sprawować urząd biskupi, naznaczone były ciężkimi doświadczeniami osobistymi. W początkach jego rządów zmarli jeden po drugim jego trzej synowie i żona. Później, w obronie uciśnionego ludu i praw Kościoła, zmuszony był wystąpić przeciw prefektowi Andronikowi, który nie zgadzał się na prawo azylu w świątyni. Na synodzie ptolemaidzkim rzucił nań wielką ekskomunikę. Występował też w obronie czystości wiary przeciw niektórym kapłanom z sekty Eunomiusza, którzy przeniknęli na teren jego diecezji i starali się pozyskać zwolenników. Napisał w tej sprawie list pasterski (List 5), w którym zaklinał księży, aby z całym zapałem i czujnością strzegli lud przed fałszywymi nauczycielami. W 411 roku korzystając ze słabości namiestnika Inocencjusza hordy koczowników, Maketów i Asurianów, wtargnęły do Cyrenaiki, pustosząc kraj. Synezjusz wykazał duże zdolności militarne, organizując obronę przeciw nim. Przed śmiercią wystąpił jeszcze w obronie następcy Inocencjusza, Marcelina, niesłusznie oskarżonego przed cesarzem. W ostatnim hymnie prosił Zbawiciela o przebaczenie grzechów i dopuszczenie do Jego chwały. Datę śmierci Synezjusza określa się na okolice roku 414, na podstawie tego, że wydaje się on nic nie wiedzieć o śmierci Hypatii .

## Pisma prozą

### Wczesne utwory
Podczas bytności w Konstantynopolu Synezjusz wygłosił przed cesarzem Arkadiuszem mowę O królestwie, tradycyjne "zwierciadło" władcy, niepozbawione elementów politycznych. Synezjusz zwraca w nim bowiem uwagę cesarzowi na złe skutki, jakie mogą wyniknąć dla państwa z błędnej polityki władcy.
Zapoznanie się z panującymi na dworze prądami i intrygami, skłoniło go do przedstawienia walki cnoty z występkiem w postaci alegorycznej walki dwóch bogów egipskich Ozyrysa i Tyfona. Opowiadanie zatytułował Opowieść egipska czyli o Opatrzności. Umieszczona na początku utworu „protheoría” dawała współczesnym klucz do opowieści wskazując na losy synów Taurusa (konsula w 361 roku), prefekta Aureliana i jego brata Cezariusza. Ich nieznajomość nie pozwala obecnie na pełne zrozumienie tekstu. Przed Synezjuszem osąd współczesności przybrany w formie alegorii nie był literaturze greckiej znany.
W okresie pobytu Synezjusza w Konstantynopolu powstało również niewielkie pismo Mowa o podarowanym astrolabium (De dono astrolabii lub Ad Paeonium de dono), w którym opisuje podarowany przyjacielowi przyrząd.

### Dion czyli o swoim życiu
Najważniejsze utwory Synezjusza powstały po jego powrocie z Konstantynopola, a przed obiorem na biskupa. Swój ideał filozoficzny i życiowy przedstawił pisarz w utworze napisanym dla zapowiedzianego mu we śnie syna, zatytułowanym Dion czyli o swoim życiu. W piśmie tym Synezjusz, nawiązując do wędrownego życia cynickiego filozofa Diona z Prusy, dokonuje przeglądu różnych rodzajów egzystencji, by przyznać najwyższą wartość życiu filozofa, najbardziej wznoszącemu człowieka ku Bogu. Za miarę życia filozoficznego uznaje przy tym przejście od życia praktycznego do "obcowania z duszami", przez które rozumie zajmowanie się poezją, historią, nauką i wymową, które nawet ludziom mniej wzniosłym udzielają wdzięku. Nie chodzi mu zresztą o czytanie dzieł na podane tematy, ale o ich pisanie. Sam postępuje w ten sposób – gdy nie ma żadnych zobowiązań, przystępuje do pisania. Śpiewam dla siebie, śpiewam tu dla cyprysów [...] mogę używać swej niezależności i przedłużać swą mowę do woli, bo sam jestem miarą dla siebie. Lektura czyniona na sposób gramatyków, którzy przystępują do niej uzbrojeni w swe nożyce do cięcia tekstów, jest mu obmierzła. Dlatego biblioteka, jaką gromadzi dla syna, nie zawiera opracowań krytycznych, lecz teksty często zdefektowane, które pobudzają do robienia własnych uzupełnień i uwolnienia się od poglądów czytanych autorów. Ich myśli i styl odwzorowują się w jego duszy ("jak na miękkim wosku") i sprawiają, że może je dalej rozwijać.
W zakończeniu Diona Synezjusz opowiada, że poproszony pewnego razu o przeczytanie jakiegoś utworu, przez chwilę czytał, po czym zaczął improwizować w tym samym stylu, tak że się słuchacze nie zorientowali, nagradzając oklaskami czytanego autora, a nie jego. Zdarzało mu się odkładać czytaną książkę i dalej snuć wątek cudzych myśli. Często z tragikami stawałem się tragiczny, często plotłem komicznie na sposób czytanego autora [...] Nie ma formy wiersza, ani rodzaju poezji, których nie odważyłbym się spróbować. W ten sposób za Dionem z Prusy naśladuje dawną literaturę, w tym różniąc się od niego i dawniejszych sofistów, że czerpie nie od jednego autora, ale wielu. Literatura nie pobudza go już do własnych myśli, lecz do naśladowania cudzych. Nie będąc zawodowym literatem, nie musi się natomiast stosować do gustów publiczności, choć pozostaje wierny regułom ówczesnej retoryki.

### Pozostałe pisma
Pod wpływem Dionowej Pochwały włosów napisał Synezjusz humorystyczną obronę swojej własnej łysiny, zatytułowaną Pochwała łysiny (De laudibus calvitii). Przytacza w niej szereg argumentów z mitologii, filozofii, liturgii, literatury, historii, przyrody i kosmologii na rzecz łysiny i ma nadzieję, że jego mowa spodoba się filozofom, kapłanom i rządzącym, bo na zrozumienie prostego ludu raczej nie liczy. Jako neoplatonik wierzący w sny napisał, w oparciu o lekturę Świętych mów Eliusza Arystydesa, rozprawę O snach, dodając od siebie partię o znaczeniu snów dla literata. Wyżywają się w nich, jego zdaniem, namiętności i fantazje prowadzące śniącego aż do nieba. Dlatego powinno się prowadzić oprócz dzienników (εφημερίδες) również zapisy snów (επινυκτίδες), by czytelnicy i potomni mogli poznać całe życie autora z jego radościami i smutkami. Pismo cieszyło się wielką popularnością w Bizancjum, gdzie doczekało się licznych komentarzy, i w renesansowych Włoszech, a współcześnie budzi zainteresowanie psychoanalityków.
Z ostatniego okresu twórczości zachowały się fragmenty dwóch jego homilii, o obchodzeniu świąt i o świętej nocy Narodzenia Zbawiciela oraz dwie mowy biskupie. W pierwszej chwali postawę dzielnego wodza Anicjusza, poprzednika prefekta Inocencjusza, w drugiej opisuje spustoszenia dokonane przez barbarzyńców w Pentapolis w 411 roku. Zachowało się także jego 156 listów, pisanych od młodości. Pozwalają one lepiej poznać ówczesne stosunki polityczne, społeczne i kulturalne oraz samego autora. Charakteryzując sztukę korespondencji Synezjusz pisał, że pozwala ona gawędzić z nieobecnymi przyjaciółmi, żyć z nimi i cieszyć się ich miłością, a czytającym pomaga lepiej poznać jej autora, pociągając ich ku niemu. Bizantyńczycy uważali listy Synezjusza za wzór epistolografii, a Suidas nazywa je „podziwianymi”. Naśladował je Michał Psellos, a Tomasz Magister pisał do nich scholia i cytował je jako przykłady attycyzmu.

## Hymny
Pod imieniem Synezjusza zachowało się 10 hymnów, z czego jeden jest nieautentyczny. Powstały w większości w ostatnich latach jego życia, gdy był już biskupem. W hymnie 8., pisanym przed przyjściem na świat trzeciego syna i objęciem biskupstwa, zwraca się do szczęsnego, nieśmiertelnego, sławnego Syna Dziewicy z prośbą o zdrowie w młodości i starości, o zachowanie przy życiu brata, uratowanego dopiero co ze śmiertelnej choroby, o opiekę nad dwiema siostrami, obydwu synami i żoną.
W najdłuższym hymnie, trzecim, wzywa swoją duszę, by uspokoiła burze materii i uzbroiła się w siłę rozumu, bo zamierza spleść wieniec królowi królów, bezkrwawą libację, ofiarę wierszy. Opiewa dalej Stworzyciela świata na morzu i wyspach, na lądzie i w miastach, na górach i gdy stąpa po sławnych równinach (Cyrenaiki)w każdej porze dnia odkąd przybył z Konstantynopola do Libii: Tu mi nie przeszkadza żaden bezbożny oddech, tu nie przychodzi żaden niewtajemniczony mieszkaniec miasta, tu mogę się skupić na pieśni. Niech teraz umilkną wszystkie żywioły, niech węże wpełzną do kryjówek, a wraz z nimi także wąż skrzydlaty, demon materii. Następnie wyśpiewuje pochwałę Boga w Trójcy Jedynego i emanacji boskości na całe stworzenie, na roślinny i trawy, korzenie i zioła, na wszystko, co lata, pełza i pływa. Hymn na chwałę Bożą kończy się wezwaniem: Niech ta pieśń będzie podziękowaniem za pomyślność mej podróży do Konstantynopola, podczas której modliłem się we wszystkich kościołach w Tracji i Chalcedonie. Com z gorzkim trudem osiągnął dla swej ojczyzny, pozwól jej to utrzymać, a mnie użycz bezpiecznego żywota i zachowaj mi ciało i duszę bez zmazy. Utwór został w późniejszym czasie poszerzony o wiersze 548-644, zawierające wyznania skalanej duszy i prośbę o oczyszczenie i zbawienie, a następnie, prawdopodobnie już po objęciu biskupstwa, o gorzką apostrofę: Idźcie precz, zaszczyty bezbożnych ludzi, urzędy w państwie, idźcie precz wszystkie słodkie zaślepienia i niełaskawa łasko.
W hymnie 3. pisze o Bogu: Tyś jest ojciec, tyś jest matka, – tyś mężczyzna i niewiasta, – głos donośny i milczenie, – tyś przyroda i jej stwórca, – wieczny pan wiekuistości ... Cześć ci, cześć, korzeniu świata, cześć ci prasiło stworzenia, – i liczb świętych ty jedności, – władających bez substancji, – cześć ci, cześć po wieki wieków, – bo się cześć należy bóstwu. Zarysowaną jedynie w hymnie 3. metafizykę neoplatońską rozwijają hymny 2., 5. i 6. W hymnie 6. Synezjusz opiewa Trójcę Świętą, a szczególnie działalność Syna Bożego, którego w hymnie 5. nazywa Chrystusem. W hymnie 2. tak opisuje Trójcę Świętą: Jedno źródło, jeden korzeń, trójświetlana zabłysła postać. Gdzie bowiem jest głębia [býthos] ojcowska, tam jaśnieje i sławny Syn, serdeczny poród, mądrość światłotwórcza i jednościowe światło Tchu św. [epipnoías zamiast Pneứmatos]. Ta pochwała Trójcy nawiązuje do wschodzącego słońca. Dalej tekst staje się jeszcze bardziej hermetyczny: stąd już jego kosmiczny chór niezniszczalnych władców [gwiazd] opiewa sławę rodzącą i pierworodną postać myślnymi hymnami blisko życzliwych rodzicieli, nie starzejącego się wojska aniołów, i już to na rozum patrząc zrywa początek piękności, już to na sklepienie spoglądając rządzi głębinami świata i ciągnie świat górny aż do ostatniej materii. W tej metafizyce więcej jest neoplatonizmu niż chrystianizmu, chociaż to właśnie biorące początek od Orygenesa zbliżenie pomiędzy chrześcijaństwem a neoplatonizmem pozwoliło zostać Synezjuszowi neoplatońskim chrześcijaninem. Jego neoplatonizm ma charakter elementarny. Można u niego spotkać wpływy Wyroczni chaldejskich i Jamblicha, a nowe w stosunku do tradycyjnego neoplatonizmu jest u niego włączenie idei chrześcijańskich.
Tylko w dwóch hymnach Synezjusz sięga po tematy z Nowego Testamentu i z apokryfów. W hymnie 7. zajął się poeta pokłonem magów, a w 9. Wniebowstąpieniem Chrystusa, poprzedzonym zstąpieniem do piekieł, gdzie śmierć „pasie" niezliczone gromady dusz: Wzdrygnął się wtedy sędziwy starzec Hades, ludożerczy pies ustąpił z progu [piekieł]. Wybawiłeś od mąk święte chóry dusz i w gęstych korowodach wyprowadziłeś synów do ojca. Sławiąc w dalszej części utworu powrót Zwycięzcy śmierci do nieba, opisuje zachowanie się Kosmosu: Gdyś wstępował do nieba, Panie, drżały przed Tobą niezliczone tłumy demonów powietrza, zdumiewał się ogromny chór czystych gwiazd, uśmiechał się eter, mądry ojciec harmonii, i wmieszał muzykę siedmiostrunowej liry w pieśń zwycięstwa. Śmiał się do Ciebie Fosforos, zwiastun dnia, złoty Hesperos, gwiazda cyterejska. Księżyc wypełnił blask swoich rogów do okrągłości i prowadził strumień ognisty [tj. mleczną drogę] jako pasterz nocnych bogów. A Tytan [tj. słońce] rozpostarł szerokoświecące włosy pod Twoimi niewidzialnymi stopami; poznał bowiem Syna Bożego, najdoskonalszy um Stwórcy, początek własnego ognia....
Alegorycznie interpretował wszystkie fragmenty Biblii, które nie zgadzały się z jego neoplatońskimi poglądami

## Język, styl, metrum
W retoryce Synezjusz był umiarkowanym attycystą. Dbał o klauzule akcentowe z predylekcją do kadencji z trzech daktylów. Sprawia to, że elegancją i sztuką góruje nad współczesnymi mu twórcami, choć stylistycznie pozostaje imitatorem.
W poezji wrażenie podniosłości osiąga przez doryckie zabarwienie języka (stosuje alfa zamiast eta, omega zamiast ou, zamiast ousa – oisa), chociaż w doryckiej Cyrenajce dialekt dorycki był już wówczas nieznany. Podniosłość hymnów obniża użyte metrum. Hymny 1. i 2. ujęte są w anakreonteje, stopy o układzie |, względnie |. Hymny 3. i 4. zbudowane są z anapestycznych () monometrów w kilku odmianach, bez tzw. synafii (ścisłego łączenia jednego monometru z drugim) obowiązującej w poezji klasycznej. Hymn 5. jest zbudowany z paremiaków spondeicznych, a więc ze stóp zbudowanych z samych spondei; hymn 6. z trymetrów jońskich; hymny od 7. do 9. z anapestów hyperkatalektycznych i katalektycznych. Z uwagi na popularność w dawniejszej poezji ludowej metrów anakreontycznych i anapestycznych, które naśladował w swej poezji Anakreont, przypuszczano, że Synezjusz próbował naśladować poezję ludową, o której wspominał w liście 158, informując, że chłopi w Cyrenajce mają jakąś pasterską lirenkę i śpiewają przy jej wtórze o koźle i o psie odstraszającym hieny, o kozie co miała dwoje jagniąt, o krzewie figowym i winnej latorośli, a treścią tych piosenek jest prośba o powodzenie dla ludzi, roślin i bydła. Za czasów Synezjusza wiersze ludowe miały już jednak budowę akcentową, a metra iloczasowe były używane tylko w poezji uczonej.

## Ocalałe pisma
1. De regno (O władzy cesarskiej)
2. Dio, sive de suo ipsius instituto (Dion, czyli o swoim życiu), rozprawa, w której wyjaśnia swoje zamiary poświęcenia się filozofii
3. Encomium calvitii (Pochwała łysiny), popis sztuki retorycznej inspirowany Pochwałą włosów Diona Złotoustego
4. De providentia (Opowiadania egipskie, czyli O przeznaczeniu) w dwóch księgach
5. De insomniis (O bezsenności), traktat o snach
6. 157 Epistolae (Listy różne), są ważnym źródłem historycznym epoki
7. 12 Hymni (Hymny) kontemplacyjne i neoplatońskie w wymowie
8. kazania i mowy na różne okazje

## Przekłady na język polski
- Synezjusz z Cyreny, Zwierciadło, przeł. A. Kempf, „Meander”(1962), z.9, s.441-454, z.10, s.487-502.
- Synezjusz z Cyreny, Pochwała łysiny, przeł. L. Kotyński, Warszawa 1962.
- Synezjusz z Cyreny, Hymny, przeł. M. Brożek, J. Danilewicz, w: Muza Chrześcijańska, t.3: Poezja grecka i bizantyńska, wstęp i opracowanie Marek Starowieyski, przekład zbiorowy, Kraków 1985, Znak, ss. 374. Ojcowie Żywi t.12.